# Апокриф (Секретные материалы)
«Апокриф» (англ. «Apocrypha») — 16-й эпизод 3-го сезона сериала «Секретные материалы», главные герои которого — агенты ФБР, Фокс Малдер (Дэвид Духовны) и Дана Скалли (Джиллиан Андерсон) —  расследуют сложно поддающиеся научному объяснению преступления, называемые «Секретными материалами».
«Апокриф» является продолжением предыдущего эпизода «Пайпер Мару», и действие в нём начинается с прилёта Малдера и Крайчека, заражённого «чёрным маслом», из Гонконга. Крайчеку удаётся сбежать, и Малдер безуспешно пытается обнаружить стримерную кассету с документами «MJ». Параллельно Скалли расследует убийство своей сестры, одновременно пытаясь защитить тяжело раненого Скиннера от нового покушения. Эпизод позволяет более подробно раскрыть так называемую «мифологию сериала», заданную в пилотной серии.
Премьера эпизода состоялась 16 февраля 1996 года на телеканале FOX. В США серия получила рейтинг домохозяйств Нильсена, равный 10,8, который означает, что в день выхода серию посмотрели около 16,71 миллиона человек. От критиков эпизод получил хвалебные отзывы.

## Сюжет
В 1953 году обожжённый матрос-подводник рассказывает трём правительственным чиновникам о пережитом на подлодке «Зевс Фабер», завершая историю, показанную в эпизоде «Пайпер Мару». Он оказался заперт в отсеке с тремя членами экипажа и капитаном, находившимся под воздействием «чёрного масла». После того как один из матросов ударил капитана сзади по голове ключом, «чёрное масло» вытекло из его тела и уползло через сливную решетку. Выясняется, что один из чиновников в палате – Билл Малдер, отец Фокса Малдера, а другой – Курильщик.
В настоящем времени Малдер и Крайчек возвращаются из Гонконга. По дороге из аэропорта их машину сталкивают в кювет двое вооружённых мужчин – как выяснится впоследствии, подручных Курильщика. Малдер теряет сознание от удара, а Крайчека утаскивают поодаль, но тот тяжело травмирует нападавших яркой вспышкой. На следующий день Скалли говорит лежащему в больнице Малдеру, что Скиннер был ранен, а слюна на его теле совпала со слюной убийцы Мелиссы Скалли.
В Нью-Йорке Синдикат обсуждает события, связанные с «Пайпер Мару», понимая, что где-то есть информационная утечка. Скиннер в больнице рассказывает Скалли, что стрелявший в него человек напал на него вместе с Крайчеком на больничной лестнице несколько месяцев тому назад и украл стримерную кассету. Малдер приходит к выводу, что масло, найденное на водолазном костюме Готье, является медиатором, который организм пришельца использует, чтобы переходить из одного тела в другое, и сейчас этот организм находится в Крайчеке. Вместе с «Одинокими стрелками» Малдер достаёт конверт из камеры хранения на катке, ключ от которой ему ранее дал Крайчек, но кейс от кассеты пуст. Крайчек возвращает кассету Курильщику в обмен на информацию о местонахождении найденного в океане НЛО.
ФБР устанавливает личность преступника, стрелявшего в Скиннера, которым оказывается наёмник Луис Кардинал. Синдикат отчитывает Курильщика за несанкционированный перевоз НЛО на новое место и покушение на Скиннера. Закрасив карандашом кейс от кассеты, Малдер обнаруживает номер телефона Синдиката. Агент встречается с Человеком-с-хорошим-маникюром, который рассказывает, что во время Второй мировой войны был сбит НЛО, а подъём осуществлялся под прикрытием истории, что это был бомбардировщик с третьей атомной бомбой для Японии. В конце разговора человек даёт Малдеру понять, что «добраться можно до любого». Малдер просит Скалли проверить состояние Скиннера, которого перевозят в другую больницу.
Скалли сопровождает Скиннера в машине скорой помощи. На перекрестке Кардинал пытается вломиться в машину, но терпит неудачу. Скалли его догоняет и арестовывает. Кардинал рассказывает, что Крайчек находится в заброшенной ракетной шахте в Блэк Кроу, штат Северная Дакота. Направившись туда, агенты находят на одном из этажей шахты обожжённые трупы двух вооружённых мужчин, понимая, что Крайчек – здесь. На место прибывает Курильщик с группой захвата, которые выдворяют агентов из шахты. Курильщик, посмотрев на отсек номер «1013» уходит. В отсеке под этим номером Крайчек сидит на НЛО и его рвёт чёрным маслом, которое уползает внутрь НЛО.
Скиннер выздоравливает. Малдер приезжает на могилу Мелиссы Скалли, где встречает напарницу, которой сообщает, что Луис Кардинал повесился в камере. В это время Крайчек, запертый в отсеке шахты, отчаянно кричит и стучит в дверь, взывая о помощи.

## Производство

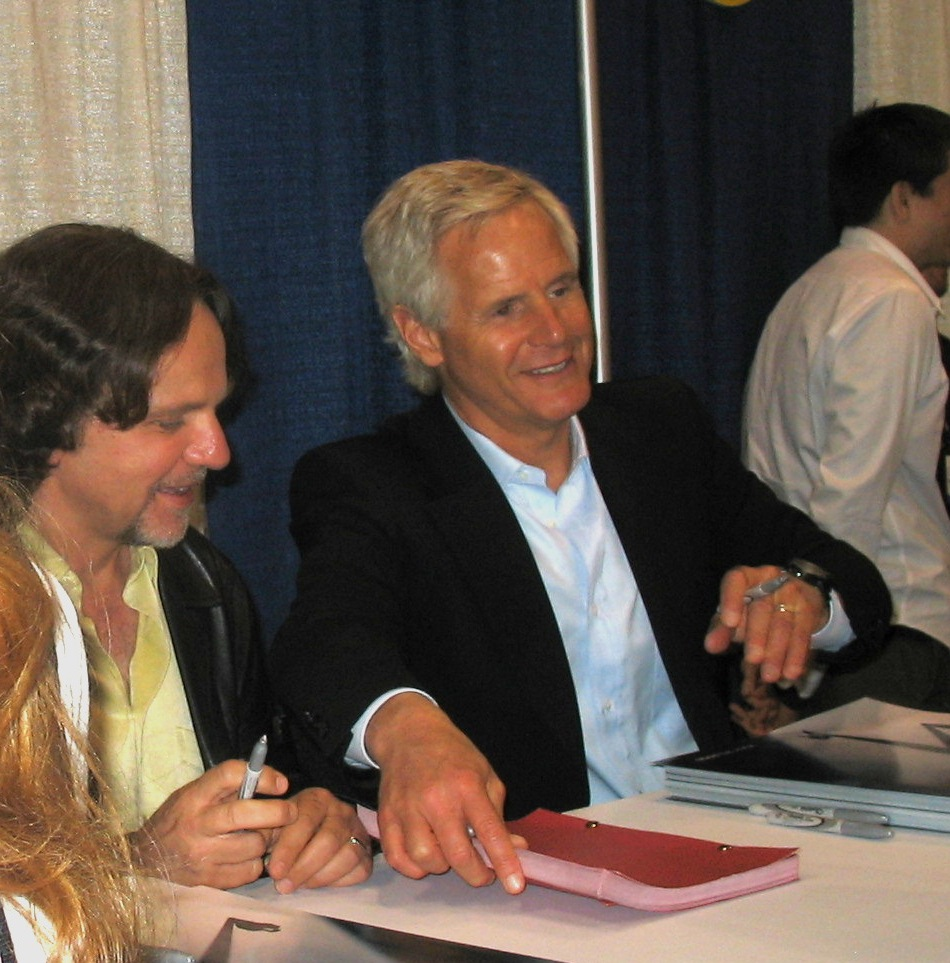
Сценаристы Фрэнк Спотниц (слева) и Крис Картер в 2008 году.

Начиная с первого сезона сериала, Крис Картер хотел снять эпизод, который бы включал чёрно-белый флэшбек на подводной лодке. Он же выбрал название «Апокриф», как наиболее уместное для символизации основной темы эпизода — набора знаний (и документов), которые не станут общеизвестными. Сценарий Картер писал в паре с Фрэнком Спотницом, одним из основных сценаристов сериала, неоднократно участвовавшим в создании «мифологических» эпизодов. А вот режиссёрское кресло занял Ким Мэннерс, до этого снимавший исключительно эпизоды из разряда «монстр недели». Как объяснил сам Мэннерс: «в отдельных эпизодах чувствуется индивидуальная креативность режиссёра, но в мифологических эпизодах требуется режиссёр, у которого каждый выступит в точности, как требуется, а сюжет будет представлен наиболее чисто и интересно».
Для сцены, где чёрное масло покидает тело Крайчека, на Николаса Лиа была надета маска с трубками, через которые подводилась жидкость. Такая же технология применялась для начальной сцены, где масло покидает тело капитана подлодки, только в том случае использовался муляж головы актёра. Движение чёрного масла изначально было создано при помощи магнетизированной жидкости, направление которой задавалось протягиванием магнитов, однако результат, по мнению создателей, не выглядел достаточно «зловещим», а где-то даже смотрелся «комично». Для исправления этих недостатков в помещении киностудии был построен частичный интерьер подлодки, и жидкость направлялась путём раскачивания всей конструкции. Эффект был визуально улучшен при помощи CGI в пост-производственный период. Компьютерная графика также использовалась для создания эффекта пробегающего в глазах чёрного масла, и для увеличения масштаба интерьера ракетной шахты. Макет инопланетного космического корабля был построен физически, а вот для завершения пусковой шахты не хватило времени и бюджетных средств, поэтому шахта была увеличена при помощи компьютера. Этим же способом были добавлены в кадр различные аппараты, появляющиеся в натурных сценах снаружи шахты.

## Эфир и отзывы
Премьера «Апокрифа» состоялась на канале Fox 16 февраля 1996 года. Рейтинг Нильсена составил 10,8 баллов с долей в 18,0, означающий, что примерно 10,8 процентов из всех оборудованных телевизором домозяйств в США  и 18 процентов от всех домохозяйств, смотревших телевизор в тот вечер, были настроены на премьеру эпизода. Количество зрителей, смотревших премьеру, оценивается в 16,71 миллиона человек.
В обзоре третьего сезона «Entertainment Weekly» присвоил эпизоду высшую оценку «А». Издание прокомментировало, что серия «предложила интересное развитие основной темы», но, сама по себе, «стоила того», благодаря «великолепной концовке в ракетной шахте». Обозреватель «The A.V. Club», Зак Хэндлен, также поставил эпизоду высшую оценку, впечатлившись общим качеством и динамикой серии, хотя, по собственному признанию, не уделял особого внимания сюжетным деталям, так как не особо следил за «мифологическими» эпизодами. По поводу сюжета соавтор сценария, Фрэнк Спотниц, заметил, что «Апокриф» не даёт каких-то значительных ответов по поводу правительственного заговора, но, несмотря на это, вместе с «Пайпер Мару» является очень интересным.